# Santuario di Santa Maria in Conche
Il santuario di Santa Maria in Conche è un edificio di culto cattolico situato nel comune di Nave in Provincia di Brescia, sul confine con il comune di Lumezzane in Val Trompia. Sulla cima di San Costanzo, posta a 1107 m s.l.m. nelle Prealpi Bresciane e Gardesane, fu luogo di un convento femminile nel XII secolo. Oggi il santuario è uno dei più famosi santuari alpini del circondario di Brescia. Nelle vicinanze vi è un monumento dell'alpino; l'idea del monumento fu proposta dal Gruppo Alpini di Nave, poi concordata dagli Alpini di Lumezzane (suddivisi nei gruppi di S. Sebastiano, S. Apollonio e Pieve), di Cortine e di Caino.

## Storia
La fondazione del santuario è attribuita a San Costanzo; la tradizione narra che egli fu guidato da una colomba sul monte Conche. Lì fondò una chiesa dedicata alla Madre della Misericordia e visse in preghiera e compiendo miracoli. La chiesa venne consacrata dal vescovo Arimanno tra il 1110 ed il 1116. S. Costanzo vi aggiunse un cenobio (X), nel quale trovarono rifugio pie donne, al cui servizio si pose l'eremita.
Nel 1481 venne scoperta la tomba del santo le cui spoglie per volere del Consiglio cittadino trasferite Brescia, suscitando malcontento da parte degli abitanti di Nave e dintorni. Il cenobio bresciano continuò a godere ed amministrare Conche fino a quando, soppresso il monastero e spogliato d'ogni bene dal governo bresciano, nel dicembre del 1798 il complesso passò a dei privati.
L'urna col corpo di S. Costanzo, nel 1805, con immensa gioia degli abitanti, fu finalmente collocata nella parrocchiale di Nave, la cui fabbriceria (ente che provvede alla conservazione e mantenimento dei beni dei luoghi sacri) nel 1837 acquistò l'eremo sulla montagna.
A causa di leggi in vigore 1867, Conche passò nuovamente in mano ai privati. Provvidenziale fu l'acquisto da parte del fabbriciere di Nave Gian Battista Zani che ne diventò proprietario fiduciario; egli volle donare al Comune questo “monumento di antichità civile e religiosa”. Il Governo frappose difficoltà al Comune circa la proposta donazione del monte Conche con i terreni e boschi circostanti, ma il 27 maggio 1877 venne assecondato “il desiderio generale della popolazione”. Finalmente il 30 dicembre 1880, con sindaco di Nave Giuseppe Fiori, il Comune ne entrò in possesso e ne affidò l'amministrazione alla fabbriceria di Nave.
Nel 1898 fu istituita la “festa dei molète” di Lumezzane per implorare alla Madonna della Misericordia “particolari favori contro i gravi molteplici pericoli” degli operai che lavoravano alle mole. Venne fondata anche la Pia Confraternita di Conche, tuttora fiorente.
Significativi restauri furono realizzati nel 1958 con abbellimenti da parte di Vittorio Trainini; più radicali gli interventi compiuti dal novembre 1978 all'estate del 1979, da Beppe Dossi.
Nel 1963 fu inaugurato il monumento dell'alpino dello scultore Giuseppe Rivadossi e vent'anni dopo vennero collocate sul pendio della montagna quattordici croci di una singolare Via Crucis sempre di Rivadossi, dominata da un Crocifisso ligneo che l'artista dedicò alla memoria del fratello Francesco.